# Manzanal de Arriba
Manzanal de Arriba település Spanyolországban,  Zamora tartományban. Manzanal de Arriba Puebla de Sanabria, Palacios de Sanabria, Asturianos, Cernadilla, Mombuey, Villardeciervos, Mahide, Figueruela de Arriba és Bragança községekkel határos. Lakosainak száma 350 fő (2024).

## Népesség
A település népessége az utóbbi években az alábbiak szerint változott:
| Lakosok száma | 473  | 439  | 438  | 422  | 393  | 392  | 366  | 364  | 345  | 350  |
|               | 2001 | 2004 | 2007 | 2009 | 2012 | 2014 | 2017 | 2019 | 2022 | 2024 |